# Extended Versions (Krokus-Album)
Extended Versions ist eine Kompilation der schweizerischen Hard-Rock-Band Krokus.

## Hintergrund
Die Kompilation Extended Versions enthält zehn Konzertaufnahmen von Krokus, die allesamt dem 2004 veröffentlichten Livealbum Fire and Gasoline (Spontaneously Combustible) – Live! entnommen wurden. Es handelt sich hierbei also lediglich um einen Auszug des besagten Livemitschnitts. Die Zusammenstellung, die nicht in der Diskographie der offiziellen Webseite geführt ist, erschien, wie schon die Best-of-Kompilation Headhunter Blitz, durch die Plattenfirma BMG, die Krokus nie regulär unter Vertrag hatte. Dazu sollte man wissen, dass über BMG inzwischen eine ganze Veröffentlichungsreihe mit dem Titel Extended Versions herausgebracht wurde, deren Markenzeichen es ist, nur Ausschnitte aus Livealben diverser, bekannter Rock- und Metalkünstler, wie z. B. Foreigner, Nazareth, Jethro Tull, Overkill und Megadeth, zu beinhalten, nie aber komplette Konzertmitschnitte. Daher ist diese Zusammenstellung aus Liveaufnahmen vom Auftritt beim Sweden Rock Festival in Sölvesborg, Schweden, grundsätzlich auch negativ zu bewerten. Extended Versions wurde in zwei leicht verschiedenen Coverartworks veröffentlicht – einmal mit dem Krokus-Schriftzug des Studioalbums Rock the Block und einmal mit dem des Nachfolgewerks Hellraiser.

## Titelliste
1. Heatstrokes (4:00) (Fernando von Arb/Chris von Rohr) (von Fire and Gasoline (Spontaneously Combustible) – Live!)
2. Bad Boys, Rag Dolls (4:05) (von Arb/von Rohr/Marc Storace) (von Fire and Gasoline (Spontaneously Combustible) – Live!)
3. Tokyo Nights (6:06) (von Arb/von Rohr/Jürg Naegeli) (von Fire and Gasoline (Spontaneously Combustible) – Live!)
4. Fire (5:51) (von Arb/von Rohr) (von Fire and Gasoline (Spontaneously Combustible) – Live!)
5. Screaming in the Night (7:09) (von Arb/von Rohr/Storace/Butch Stone/Mark Kohler) (von Fire and Gasoline (Spontaneously Combustible) – Live!)
6. Rock City (5:31) (von Arb/von Rohr) (von Fire and Gasoline (Spontaneously Combustible) – Live!)
7. Easy Rocker (5:07) (von Arb/von Rohr) (von Fire and Gasoline (Spontaneously Combustible) – Live!)
8. Long Stick Goes Boom (5:37) (von Arb/von Rohr/Storace) (von Fire and Gasoline (Spontaneously Combustible) – Live!)
9. Eat the Rich (5:31) (von Arb/von Rohr/Storace/Stone) (von Fire and Gasoline (Spontaneously Combustible) – Live!)
10. Bedside Radio (3:26) (von Arb/von Rohr/Naegeli) (von Fire and Gasoline (Spontaneously Combustible) – Live!)

## Besetzung
Gesang: Marc Storace
Leadgitarre: Fernando von Arb
Rhythmusgitarre: Dominique Favez
Bass: Tony Castell
Schlagzeug: Patrick Aeby